# Ladislau III da Hungria
Ladislau III (László, em húngaro) (*1185 — †7 de maio de 1205) foi rei da Hungria de 1204 até a sua morte. Sucedeu-lhe seu tio, André II, irmão de Emerico.

## Árvore genealógica da Casa de Arpades
|-